# Петровка Первая (Николаевская область)
Петровка Первая (укр. Петрівка Перша) — село в Братском районе Николаевской области Украины.
Население по переписи 2001 года составляло 187 человек. Почтовый индекс — 55434. Телефонный код — 5131. Занимает площадь 1,124 км².

## Местный совет
55434, Николаевская обл., Братский р-н, с. Костоватое, ул. Школьная, 12